# 19-й полк охорони громадського порядку (Україна)
19-й полк охорони громадського порядку (19 ПОГП, в/ч 3039) — підрозділ, що входить до складу Південного оперативно-територіального об'єднання Національної Гвардії України. Місце дислокаці — м.Миколаїв.
На військовослужбовців покладені обов'язки з охорони громадського порядку, прав та свобод людини та громадянина; конвоювання, екстрадиції та охорони підсудних. Окрім того, останні беруть активну участь в проведенні антитерористичної операції на сході країни та недопущенні дестабілізації у тилу.

## Історія
Історія підрозділу починається 18 січня 1990 року з формуванням 130-го окремого спеціального моторизованого батальйону міліції внутрішніх військ Радянського союзу (в/ч 5510).
Після здобуття Україною незалежності, 2 січня 1992 року батальйон згідно з рішенням керівництва держави був підпорядкований командувачу Національної гвардії України та увійшов до складу 3-ї дивізії НГУ із зміною найменування частини на 7-й окремий батальйон (в/ч 7411).
17 лютого 1995 року батальйон підпорядковується Міністерству Внутрішніх справ України і перейменовується у окремий спеціальний моторизований батальйон міліції (в/ч 3039), а вже 17 квітня 1995 року батальйон реорганізований у 19-й спеціальний моторизований полк Внутрішніх військ МВС України із збереженням умовного найменування частини.
13 березня 2014 року згідно ЗУ «Про національну гвардію України» військова частина 3039 була перейменована в 19-й полк охорони громадського порядку Національної гвардії України.
14 жовтня 2021 року у Запоріжжі на острові Хортиця, під час візиту президента України Володимира Зеленського, 19-му полку охорони громадського порядку Національної гвардії України присвоєно почесне найменування «Миколаївський» та надалі іменується — 19-й Миколаївський полк охорони громадського порядку Національної гвардії України. Стрічку з почесним найменуванням отримав командир полку полковник Сергій Вакуленко.
В ході російського вторгнення 2022 року 19-й полк брав участь в обороні міста Миколаїв.

## Структура
- 1-й патрульний батальйон;
- 2-й стрілецький батальйон;
- 3-й стрілецький батальйон;
- патрульна рота на автомобілях;
- рота бойового та матеріального забезпечення;
- оркестр;
- медичний пункт.

## Втрати
- Смоляр Олександр Васильович, підполковник, начальник комунально-експлуатаційної служби, загинув 23 серпня 2014 року.
- Яриш Олександр Володимирович, молодший сержант, стрілець-радіотелефоніст, загинув 23 серпня 2014 року.
- Бабкевич Олег Іванович, старший солдат, стрілець, загинув 23 серпня 2014 року.
- Саражан В'ячеслав Григорович, підполковник, командир батальйону, загинув 24 серпня 2014 року.
- Смирнов Юрій Миколайович, солдат, стрілець, загинув 24 серпня 2014 року.
- 3 вересня 2024 року помер у лікарні місті Дніпра від поранень отриманих 2 вересня на Покровському напрямку Донецької області старший солдат Ігор Храмцов[5].

## Командування
- (до 2014) полковник Кондратюк Володимир Васильович
- (2016—2019) Оксенюк Олександр Валерійович
- (з 2021) полковник Вакуленко Сергій Миколайович[6]